# Blepharipa paulista
Blepharipa paulista là một loài ruồi trong họ Tachinidae.